# Islas Ballestas
Die Islas Ballestas sind eine Inselgruppe im Distrikt Paracas der Provinz Pisco in der Region Ica in Peru. Sie liegt etwa 20 Kilometer westlich der Stadt Pisco und 300 Kilometer südlich der Hauptstadt Lima im Pazifik, am nördlichen Ausgang des Canal El Boquerón.
Die Inselgruppe besteht aus den drei Inseln Ballestas Norte, Ballestas Centro und Ballestas Sur (auch Isla Piedra Redonda) sowie mehreren kleinen Felsen.

## Fauna
Die Felseninseln beherbergen eine große Zahl Guano produzierender Seevögel:
- Humboldtpinguin (Spheniscus humboldti),
- Guanokormoran (Phalacrocorax bougainvillii),
- Inkaseeschwalbe (Larosterna inca),
- Chilepelikan (Pelecanus thagus),
- Guanotölpel (Sula variegata),
- Nördlicher Felsuferwipper (Cinclodes taczanowskii)

In den Gewässern der Inseln leben etwa 180 Fischarten. An Säugetieren sind Südamerikanischer Seebär, Mähnenrobbe und 10 Delphinarten heimisch.

## Naturschutz
Die Inseln sind eine bekannte touristische Sehenswürdigkeit im Peru. Sie gehören zu dem verschiedene räumlich getrennte Guanoinseln und Küstenabschnitte umfassenden Schutzgebiet Reserva Nacional Sistema de Islas, Islotes y Puntas Guaneras, das vom Servicio Nacional de Areas Naturales Protegidas por el Estado (SERNANP) verwaltet wird. Das Schutzgebiet wurde durch die Verordnung 024-2009-MINAM am 31. Dezember 2009 geschaffen. Es umfasst 22 Inseln und 11 Lebensräume von Guanovögeln an der Küste im Küstenabschnitt von Piura bis Moquegua auf einer Gesamtfläche von 140.833,47 Hektar.
Südlich der Inseln befindet sich das Schutzgebiet Reserva Nacional de Paracas.

## Bilder

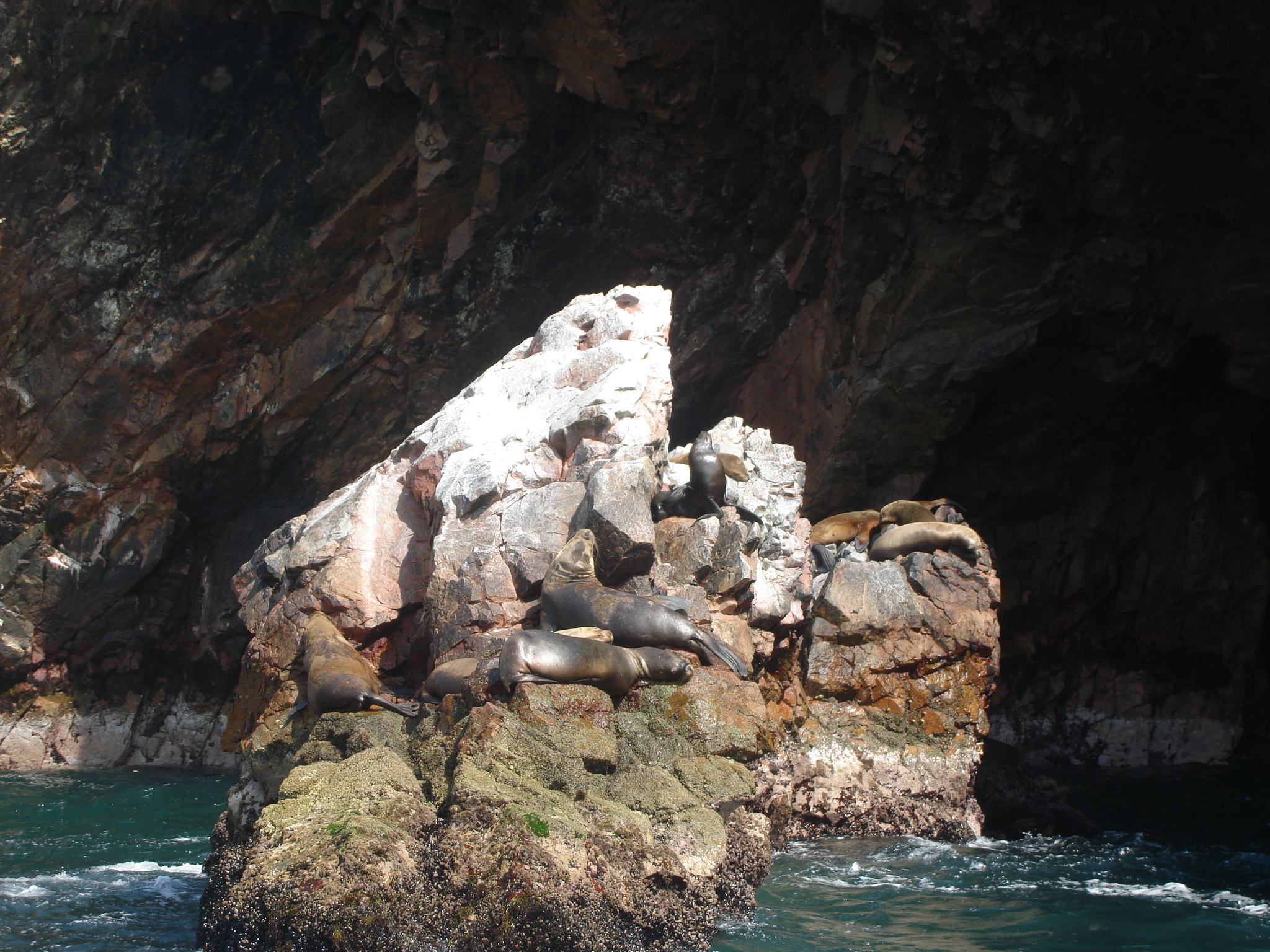
Mähnenrobben
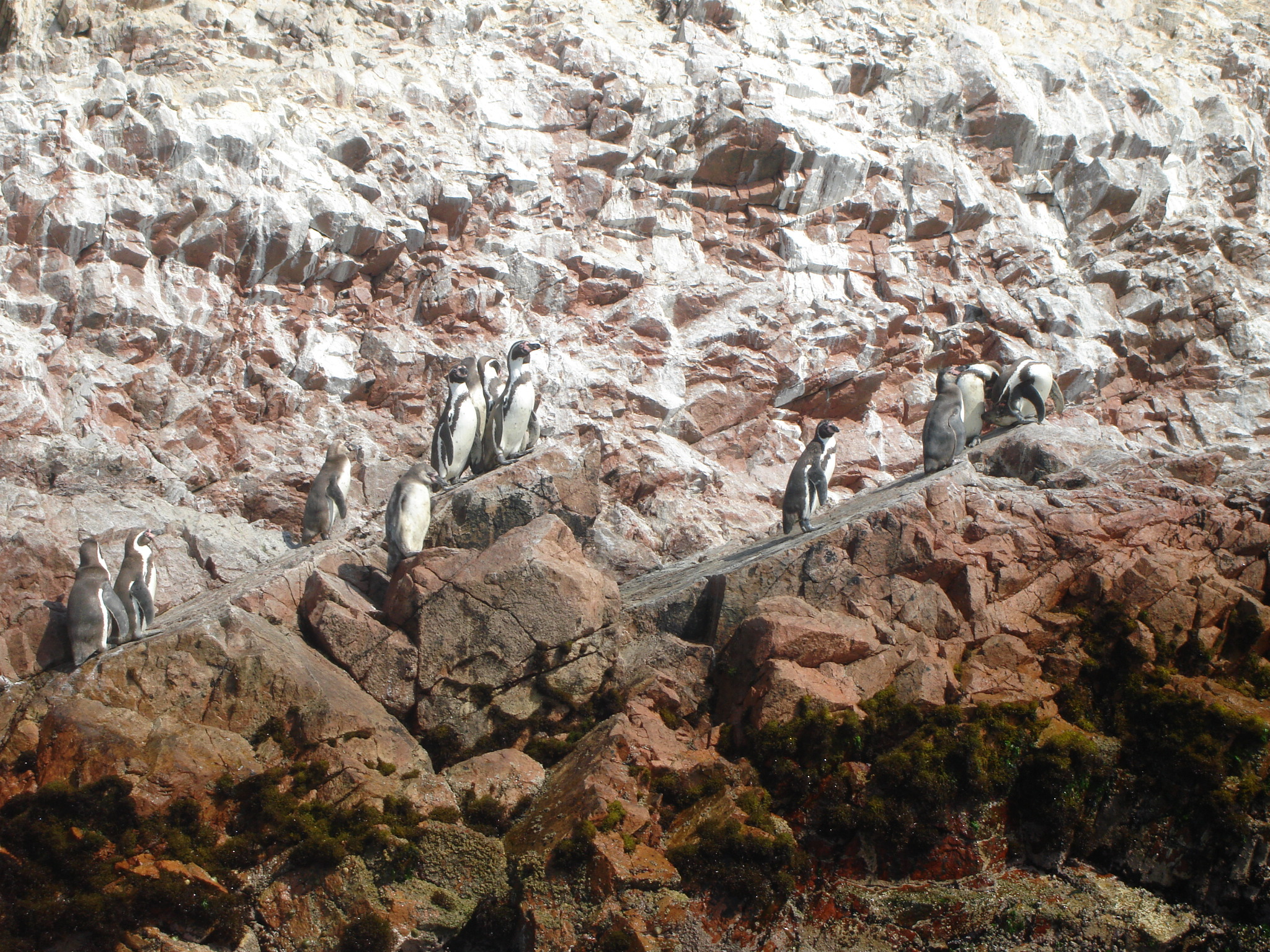
Humboldtpinguine
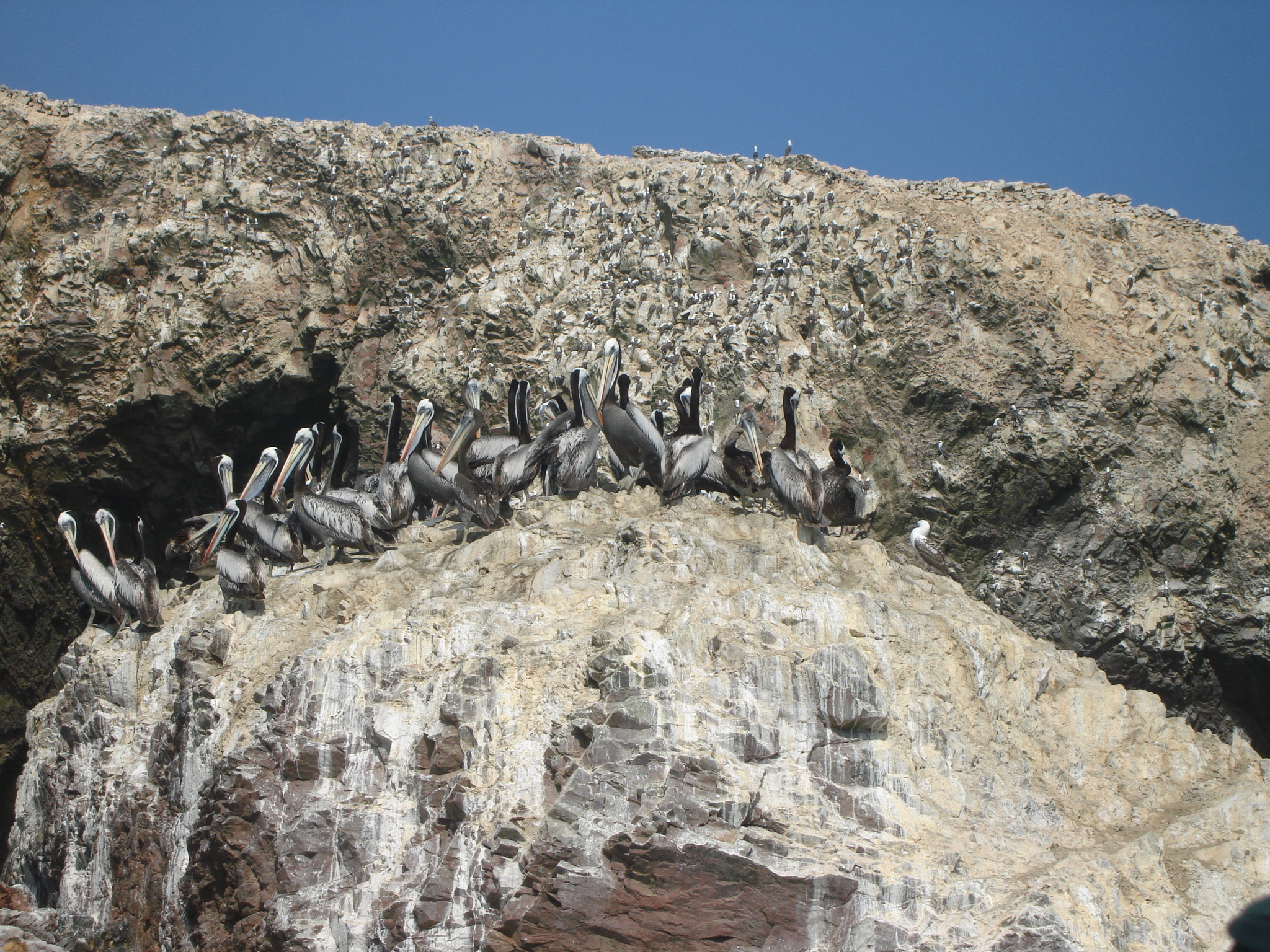
Chilepelikane
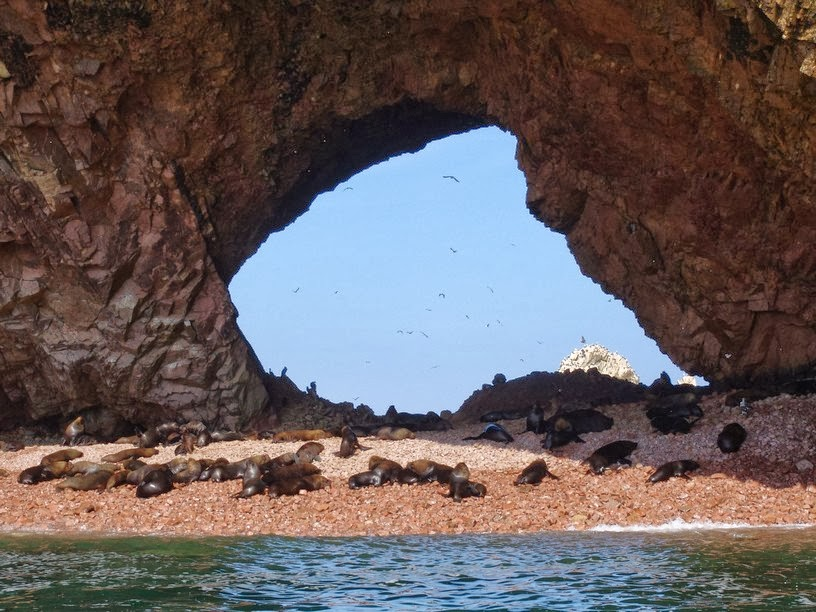
Felsentor mit Robben
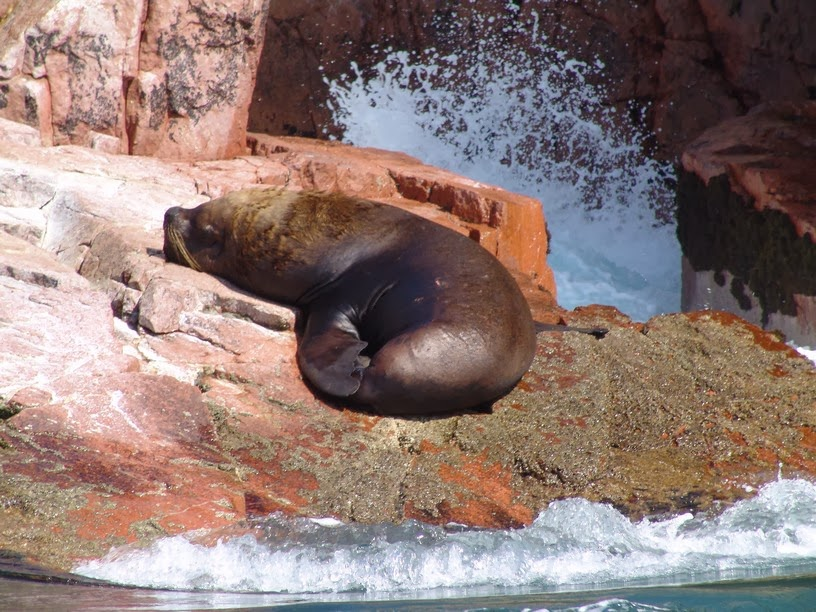
Südamerikanische Seebären